# Calamus pholidostachys
Calamus pholidostachys är en enhjärtbladig växtart som beskrevs av John Dransfield och William John Baker. Calamus pholidostachys ingår i släktet Calamus och familjen Arecaceae. Inga underarter finns listade i Catalogue of Life.